# Dinastia de Ásquia

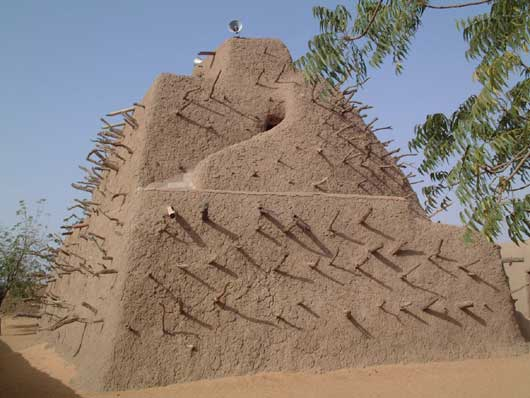
O túmulo de Ásquia, Mali

A dinastia ásquia (aski(y)a) governou o Império Songai durante o apogeu desse Estado. Foi fundada em 1493 por Ásquia Maomé I, um general songai que usurpou o trono da dinastia suni. A dinastia ásquia governou de Gao sobre o vasto Império Songai até sua derrota em batalha contra uma força invasora marroquina em 1591 na Batalha de Tondibi. Após a derrota, a dinastia mudou-se para sul rumo a sua terra natal na região de Dendi, no moderno Níger. Lá, estabeleceu o Reino de Dendi e governou até o começo do século XX.

## Antecedentes históricos
Após a morte de Suni Ali em 1492, um de seus filhos, Suni Baru, tornou-se governante do Império Songai. Ele foi imediatamente confrontada pela liderança por Maomé (filho de Abi Becre) que havia sido um dos comandantes militares de Suni Ali. Em 1493, Maomé derrotou Suni Baru em batalha e com isso extinguiu a dinastia suni. Maomé adotou o título de ásquia (aski(y)a). A origem da palavra é desconhecida. O História do Sudão fornece uma "etimologia popular" e explica que a palavra deriva da expressão songai significando "ele não deve ser isso" utilizada pelas irmãs de Suni Ali. O Tarikh al-fattash, em contraste, menciona que o título foi usado anteriormente. O uso mais antigo do título e apoiado pela descoberta de estelas com o título ásquia datando do século XIII num cemitério de Gao.
Um sistema patrilinear de sucessão foi utilizado no qual o poder passou para os irmãos antes de passar para a próxima geração. Alguns dos governantes ásquia tinham grande número de filhos, o que criou grande competição e às vezes fratricídios. Margin nota que em manuscrito da História do Sudão há indícios que Ásquia Maomé I teve 471 filhos, enquanto Ásquia Daúde teve 333. O Tarikh al-fattash afirma que Ásquia Daúde teve "ao menos 61 filhos", dos quais mais de 30 morreram como infantes.
À época da invasão marroquina de 1591, o império era governado por Ásquia Ixaque II. Após sua derrota, Ásquia Ixaque II foi deposto por seu irmão, Ásquia Maomé Gao. O líder militar marroquino, Paxá Mamude, montou uma armadilha e deu ordens para que ele fosse morto. Solimão, outro irmão de Ásquia Ixaque II, então concordou em cooperar com o exército marroquino e foi nomeado como ásquia marionete em Tombuctu. Ainda outro irmão, Nu, tornou-se ásquia em Dendi, uma região ao sul da cidade cidade de Sai em Níger. De Dendi, Ásquia Nu organizou uma campanha de resistência contra as forças marroquinas.

## Ramos

### Império Songai
Os nomes e datas dos reinados listados são aquelas fornecidas na tradução da História do Sudão do árabe para o inglês por John Hunwick.
- Ásquia Maomé I, filho de Abi Baquir (r. 1493–1528);
- Ásquia Muça, filho de Ásquia Maomé (r. 1528–1531);
- Ásquia Maomé Boncana, filho de Omar Comadiaca (Komadiakha) (r. 1531–1537);
- Ásquia Ismail, filho de Maomé I (r. 1537–1549);
- Ásquia Ixaque I, filho de Maomé I (r. 1539–1549);
- Ásquia Daúde, filho de Maomé I (r. 1549–1582/1583);[18]
- Ásquia [Maomé] Alhaji, filho de Ásquia Daúde (r. 1582–1586);
- Ásquia Maomé Bani, filho de Ásquia Daúde (r. 1586–1588);
- Ásquia Ixaque II, filho de Ásquia Daúde (r. 1588–1592);

Conquista marroquina: 1591

### Tombuctu
Estes são os governantes ásquias nomeados pelos marroquinos. As datas são baseadas no Tadhkirat al-Nisyan. A escrita segue em geral aquela utilizada por Elias Saad.
- Ásquia Solimão, filho de Daúde (r. 1592–1604);
- Ásquia Harune, filho de Alhaji (r. 1604–1608);
- Ásquia Baquir Cambu, filho de Iacube (r. 1608–1619);[a]
- Ásquia Alhaji, filho de Cixa (Kisha) (r. 1619–1621);
- Ásquia Maomé Bancanu, filho de Maomé Alçadique (r. 1621–1635);
- Ásquia Ali Zalil, filho de Cixa (r. 1635);
- Ásquia Maomé Bancanu, filho de Maomé Alçadique (r. 1635–1642);
- Ásquia Alhaji, filho de Maomé Bancanu (r. 1642–1657);
- Ásquia Daúde, filho de Harune (r. 1657–1668);
- Ásquia Maomé Alçadique, filho de Alhaji (r. 1668–1684);
- Ásquia Maomé, filho de Alhaji (r. 1684–1702);
- Ásquia Abderramão, filho de Omar (r. 1705–1709);
- Ásquia Baquir, filho de Maomé Alçadique (r. 1709–1718);
- Ásquia Almoquetar, filho de Xemece (r. 1718–1724);[b]
- Ásquia Alhaji, filho de Baquir (r. 1730–1748);
- Ásquia Mamude, filho de Amar (r. 1748–?);

### Reino de Dendi
A História do Sudão inclui uma lista de governantes ásquia de Dendi. Eles foram descendentes de Ásquia Daúde que havia governado em Gao entre 1549 e 1582. A lista dos ásquias não fornece datas, mas em alguns casos ela especifica o tamanho dos reinados. Muitos dos ásquias centrados em Dendi não são mencionados em outro lugar além da História do Sudão, mas para aqueles que são é por vezes possível datar seus reinados. Geralmente houve disputas pela sucessão e alguns dos reinados foram muito curtos. em 1639, Paxá Messaúde saqueou a cidade de Lulami em Dendi, onde Ásquia Ismail estava residindo. A localização de Lulami é desconhecida e a crônica não especifica se Lulami era uma capital permanente. O Tadhkirat al-Nisyan não menciona Dendi ou seus governantes.
- Ásquia Maomé Gao, filho de Daúde (r. 1592)
- Ásquia Nu I, filho de Daúde: (r. c. 1592–1599);[c]
- Ásquia Mustafá, filho de Daúde;
- Ásquia Maomé Sorco-ije, filho de Daúde;
- Ásquia Harune Dancataia (Dankataya), filho de Daúde;
- Ásquia Alamim, filho de Daúde: (r. 1611–1618);[d]
- Ásquia Daúde II, filho de Maomé Bano: (r. 1618–1639);[e]
- Ásquia Ismail, filho de Maomé Bano: (r. c. 1639);
- Ásquia Maomé, filho de Anasa: (r. 1639);
- Ásquia Daúde III, filho de Maomé Sorco-ije: (r. 1639–?);
- Ásquia Maomé Borgo, filho de Harune Dancataia;
- Ásquia Mar-Chindim, filho de Fari-Mondzo Amade;
- Ásquia Nu II, filho de Mustafá;
- Ásquia Maomé Alborco, filho de Daúde II;
- Ásquia Alhaji, filho de Daúde II;
- Ásquia Ismail, filho de Maomé Sorco-ije;
- Ásquia Daúde III, filho de Maomé Sorco-ije: no poder ca. 1655 quando a História do Sudão foi escrita;

O relatório de Tilho inclui uma lista de governantes de Gao e então de Gaia na região de Dendi. Os nomes mais antigos não coincidem com aqueles da lista anterior.
- Ásquia Maamaru (Maammarou), filho de Cassei (Kasseï): governante lendário da dinastia (centrado em Gao);
- Ásquia Daúda, filho de Maamaru (centrado em Gao);
- Ásquia Carbachi (Karbachi) Binta, filho de Daúda (centrado em Gao);
- Ásquia Morobani, filho de Daúda (centrado em Gao);
- Ásquia Alhaji Hanga, filho de Ismaíla, filho de Morobani: (r. ?–1761) (veio de Gao para Dendi);
- Ásquia Sansu-Beri (Samsu-Béri), filho de Alhaji Hanga: (r. 1761–1779);
- Ásquia Hargani, filho de Alhaji Hanga: (r. 1779–1793);
- Ásquia Sansu Ceina (Keïna), filho de Morobani: (r. 1793–1798);
- Ásquia Fodi Mairunfá (Maÿroumfa), filho de Sansu-Beri: (r. 1798–1805);
- Ásquia Tomo, filho de Sansu-Beri: (r. 1805–1823);
- Ásquia Bassaru Missi Izé, filho de Sansu-Beri: (r. 1823–1842);
- Ásquia Bumi a.k.a. Ásquia Codama Comi (Kodama Komi), filho de Sansu-Beri: (r. 1842–1845);
- Ásquia Coizé (Koïzé) Baba, filho de Tomo: (r. 1845–1864);
- Ásquia Coizé Baba Baqui (Baki), filho de Fodi Mairunfá: (r. 1864–1865);
- Ásquia Uancoi (Ouankoÿ), filho de Tomo: (r. 1865–1868);
- Ásquia Bio (Biyo) Birma, filho de Tomo: (r. 1868–1882);
- Ásquia Doauda, filho de Bassaru: (r. 1882–1887);
- Ásquia Mala, filho de Tomo: (r. 1887–1901);
- Ásquia Igumu, filho de Bassaru: (r. 1901–1905);

Conquista francesa: 1901